# Polyrhachis restituta
Polyrhachis restituta är en myrart som beskrevs av Hugo Viehmeyer 1913. Polyrhachis restituta ingår i släktet Polyrhachis och familjen myror.

## Underarter
Arten delas in i följande underarter:
- P. r. conclusa
- P. r. restituta